# Wang Feng (piragüista)
Wang Feng (Ya'an, 14 de novembre de 1985) és una esportista xinesa que va competir en piragüisme en la modalitat d'aigües tranquil·les, guanyadora de dues medalles al Campionat Mundial de Piragüisme els anys 2006 i 2007.
Va participar en els Jocs Olímpics de Pequín 2008, on va ser eliminada en la ronda classificatòria de la prova de K2 500 m.

## Palmarès internacional
| Campionat del món | Campionat del món    | Campionat del món | Campionat del món |
| Any               | Lloc                 | Medalla           | Esdeveniment      |
| ----------------- | -------------------- | ----------------- | ----------------- |
| 2006              | Szeged ( Hongria)    | 3                 | K4 1000 m         |
| 2007              | Duisburg ( Alemanya) | 2                 | K4 1000 m         |